# Indicatif régional 920

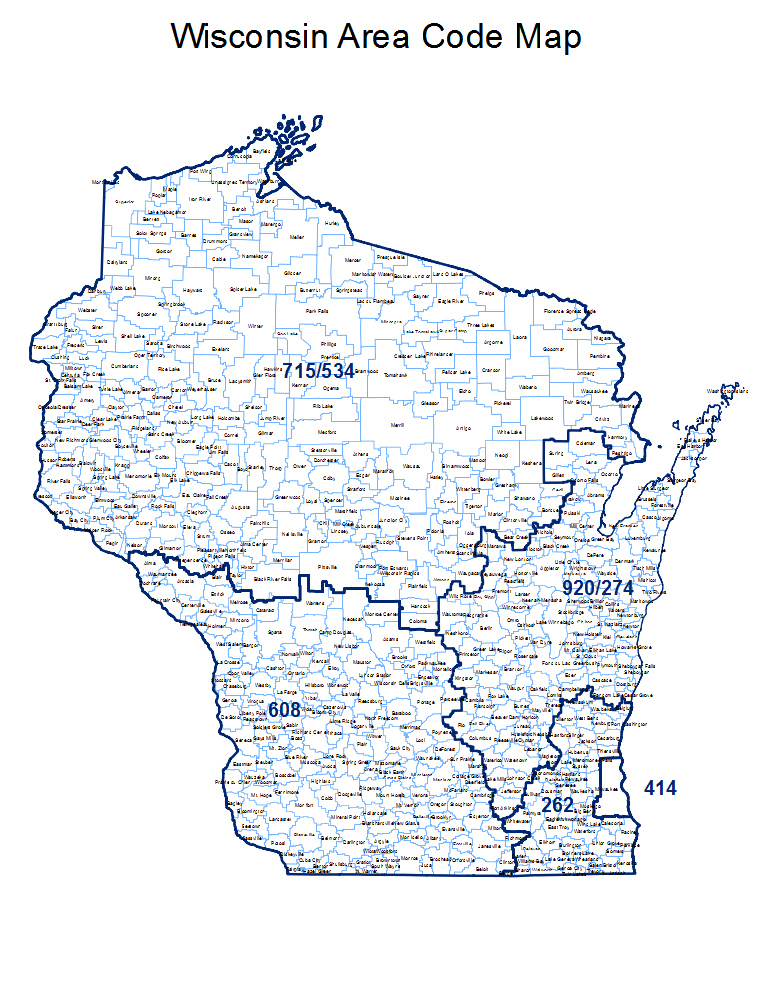
Carte de l'État du Wisconsin avec les territoires de ses indicatifs régionaux. L'indicatif régional 920 est à l'est de l'État.

L'indicatif régional 920 est un indicatif téléphonique régional qui dessert une partie de l'est de l'État du Wisconsin aux États-Unis.
La carte ci-contre indique le territoire couvert par l'indicatif 920 à l'est de l'État.
L'indicatif régional 920 fait partie du plan de numérotation nord-américain.

## Comtés desservis par l'indicatif
- Brown
- Calumet
- Columbia
- Dodge
- Door
- Fond du Lac
- Green Lake
- Jefferson
- Kewaunee
- Manitowoc
- Marinette
- Marquette
- Oconto
- Outagamie
- Shawano
- Sheboygan
- Waupaca
- Waushara
- Winnebago

## Villes desservies par l'indicatif
- Abrams
- Adell
- Algoma
- Appleton
- Ashippun
- Baileys Harbor
- Beaver Dam
- Berlin
- Black Creek
- Brandon
- Brillion
- Brownsville
- Brussels
- Burnett
- Butte des Morts
- Cambria
- Campbellsport
- Cascade
- Casco
- Cedar Grove
- Chilton
- Cleveland
- Clyman
- Coleman
- Collins
- Columbus
- Combined Locks
- Dale
- Dalton
- Darboy
- De Pere
- Denmark
- Doylestown
- Eden
- Egg Harbor
- Eldorado
- Elkhart Lake
- Ellison Bay
- Ephraim
- Eureka
- Fairwater
- Fall River
- Fish Creek
- Fond du Lac
- Forest Junction
- Forestville
- Fort Atkinson
- Fox Lake
- Francis Creek
- Freedom
- Fremont
- Friesland
- Gillett
- Glenbeulah
- Green Bay
- Green Lake
- Greenbush
- Greenleaf
- Greenville
- Hilbert
- Hingham
- Horicon
- Hortonville
- Hustisford
- Iron Ridge
- Ixonia
- Jefferson
- Johnson Creek
- Juneau
- Kaukauna
- Kellnersville
- Kewaunee
- Kiel
- Kimberly
- Kingston
- Kohler
- Krakow
- Lake Mills
- Larsen
- Lebanon
- Lena
- Little Chute
- Little Suamico
- Lomira
- Lowell
- Luxemburg
- Malone
- Manawa
- Manitowoc
- Maplewood
- Maribel
- Markesan
- Marquette
- Mayville
- Menasha
- Mishicot
- Mount Calvary
- Neenah
- Neosho
- Neshkoro
- New Franken
- New Holstein
- New London
- Newton
- Nichols
- Oakfield
- Oconto
- Oconto Falls
- Ogdensburg
- Omro
- Oneida
- Oostburg
- Oshkosh
- Pickett
- Pine River
- Plymouth
- Potter
- Pound
- Poy Sippi
- Princeton
- Pulaski
- Randolph
- Random Lake
- Readfield
- Redgranite
- Reedsville
- Reeseville
- Rio
- Ripon
- Rosendale
- Rubicon
- St. Cloud
- St. Nazianz
- Saxeville
- Seymour
- Sheboygan
- Sheboygan Falls
- Sherwood
- Shiocton
- Sister Bay
- Sobieski
- Stockbridge
- Sturgeon Bay
- Suamico
- Suring
- Theresa
- Tisch Mills
- Two Rivers
- Valders
- Van Dyne
- Waldo
- Washington Island
- Waterloo
- Watertown
- Waukau
- Waupun
- Wautoma
- Weyauwega
- Whitelaw
- Wild Rose
- Winnebago (en)
- Winneconne
- Woodland
- Wrightstown

## Source
- (en) Cet article est partiellement ou en totalité issu de l’article de Wikipédia en anglais intitulé « Area code 920 » (voir la liste des auteurs).